# Christian Lind Thomsen
Christian Lind Thomsen (Født 9. januar 1985 i Holstebro) er en dansk badmintonspiller som spiller for Skovshoved IF (pr. 2014). Han er nr. 71 på verdensranglisten i single (26-06-2014).